# المسرح الروماني (قالمة)
المسرح الروماني بقالمة يعد أحد آثار الحضارة الرومانية بالجزائر وقد تمت إقامته في نهاية القرن الثاني و بداية القرن الثالث، ويعتبر مكان جذب سياحي بمدينة قالمة. وهو من بين الآثار المصنفة والمحمية بالجزائر حسب الجريدة الرسمية رقم 07 الصادرة في 23 يناير 1968.
استغل المسرح في احتضانه للحفلات الفنية خلال الفترة (1960-1980) حيث غنى عدة فنانين بالموقع على غرار الفنان وديع الصافي، ميادة الحناوي، بتاريخ 2007 أعيد استغلاله ليحتضن الطبعة الثانية من المهرجان الوطني للموسيقى،

## معرض الصور

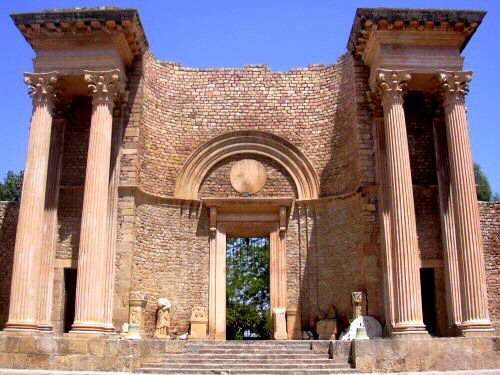
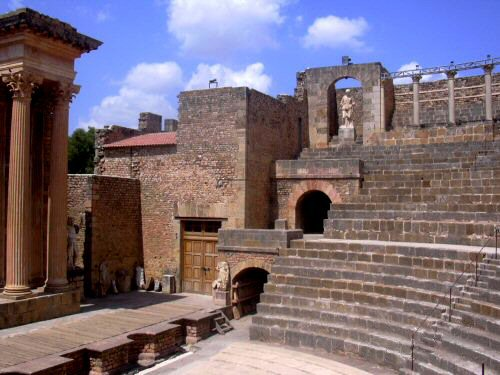
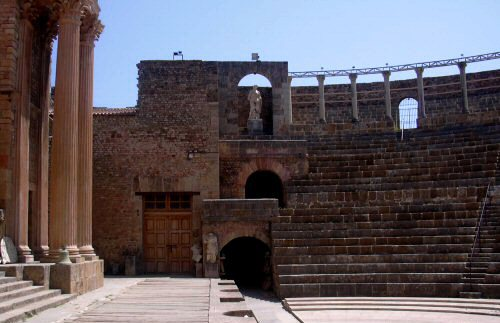
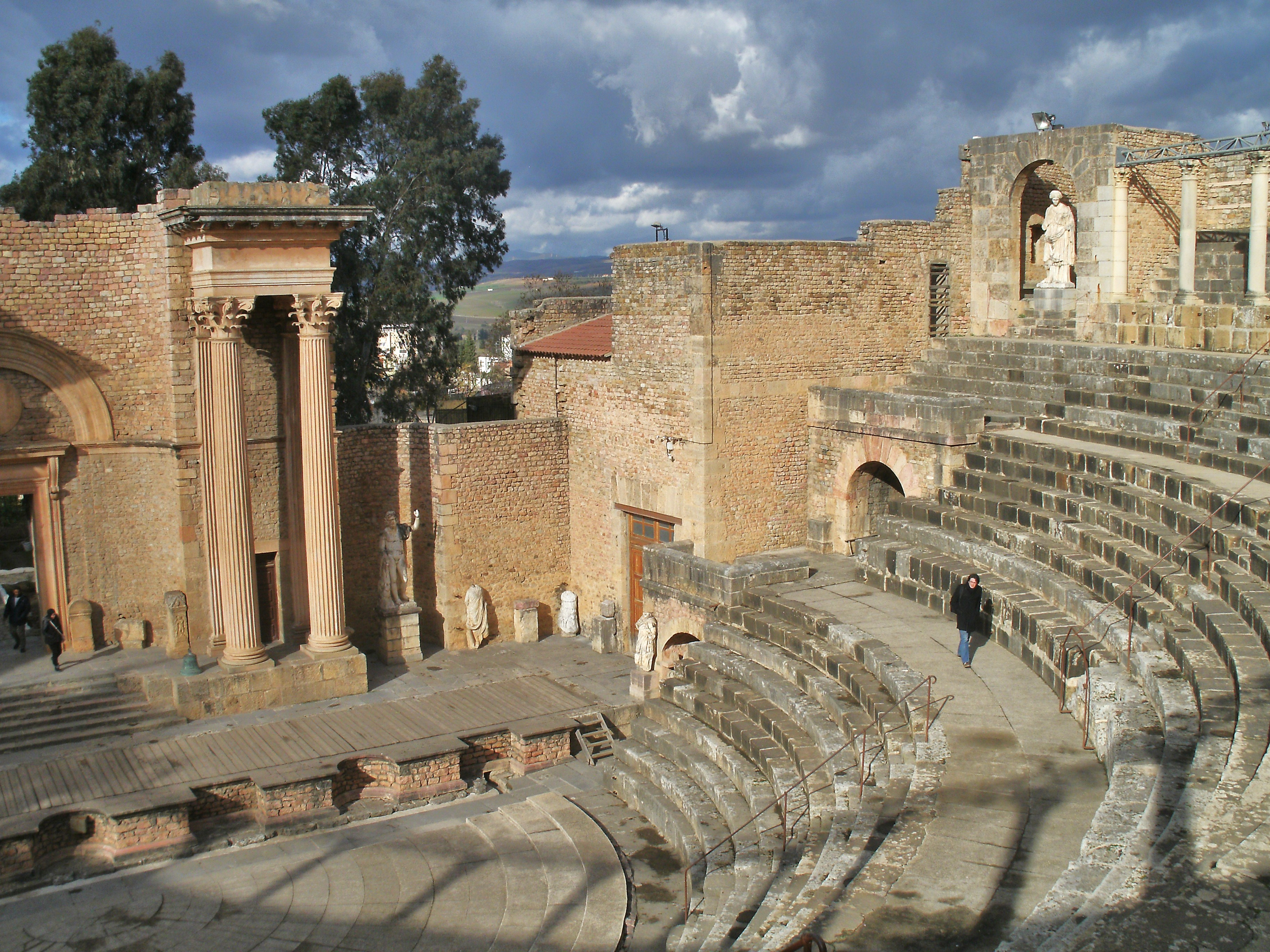